# Crednereilanden
De Crednereilanden (ook Pigeoneilanden) zijn een eilandengroep ten zuidwesten van de Duke of York eilanden in de provincie East New Britain, Papoea-Nieuw-Guinea. De twee eilanden heten Big Pigeon en Pigeon. De totale oppervlakte is 1 km² en ze steken nauwelijks boven de zeespiegel uit. Er komt slechts één zoogdier voor, de vleermuis Mosia nigrescens.

## Naamgeving
Onzekerheid bestaat over de herkomst van de naam van de eilanden. Volgens P. Hennings e.a. werden ze vernoemd naar een kapitein-ter-zee die in de jaren 1874-1876 aan de expeditie met de SMS Gazelle deelnam, of naar de geoloog Carl Hermann Credner (1841-1913), wiens vader Karl Friedrich Heinrich Credner (1809-1876) ook geoloog was. De Engelse naam van de eilanden luidt Pigeon Islands.